# Leptodactylus guianensis
Leptodactylus guianensis é uma espécie de anfíbio da família Leptodactylidae. É encontrada no Escudo das Guianas na Venezuela, Guiana, Suriname e Brasil.